# 尤里·高爾方德

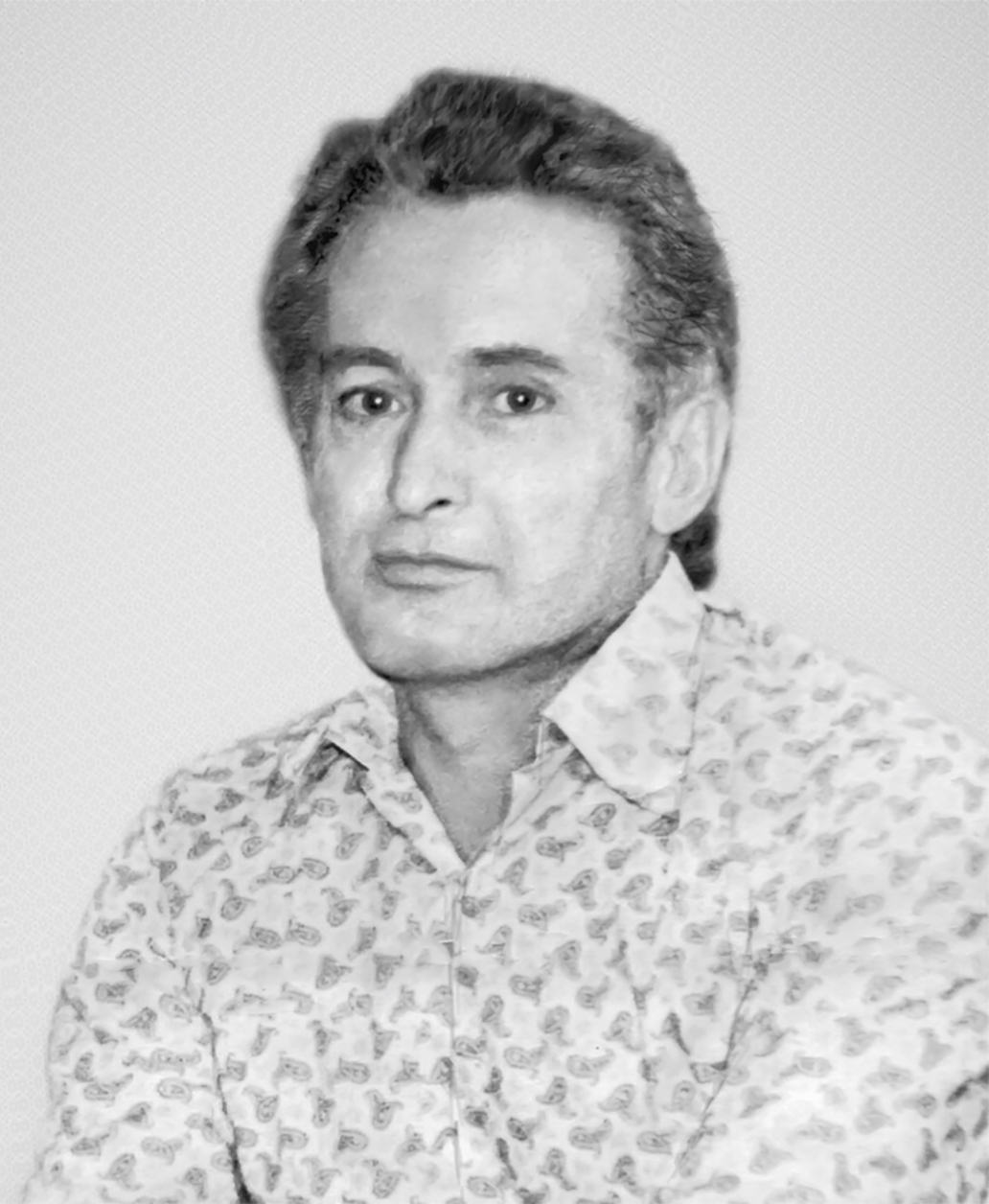
尤里·阿布拉莫維奇·高爾方

尤里·阿布拉莫維奇·高爾方（俄語：Ю́рий Абра́мович Го́льфанд，1922年1月10日—1994年2月17日）俄羅斯、以色列物理學家，以1971年四維超對稱場論論文聞名。1947年從聖彼得堡國立大學取得博士學位。